# Torneo de Kitzbühel 2011
El Torneo de Kitzbühel es un evento de tenis que se disputa en Kitzbühel, Austria,  se juega entre el 1 de agosto y el 6 de agosto de 2011.

## Campeones
- Individuales masculinos:  Robin Haase vence a  Albert Montañés, 6–4, 4–6, 6–1
- Es el primer título de su carrera para el jugador neerlandés.

- Dobles masculinos:  Daniele Bracciali /  Santiago González derrotan a  Franco Ferreiro /  André Sá, 7–6(7–1), 4–6, [11–9]